# Entada gigas
Entada gigas eller moluckaböna är en ärtväxtart som först beskrevs av Carl von Linné, och fick sitt nu gällande namn av William Fawcett och Alfred Barton Rendle. Entada gigas ingår i släktet Entada, och familjen ärtväxter. Inga underarter finns listade i Catalogue of Life. På franska kallas de cœur de la mer - sjöhjärtan. I färöisk folktradition anses de bringa tur, förmodligen delvis eftersom denna tropiska växts frön är sällsynta i nordliga vatten. 
Trädet är slingrande och klättrar gärna på andra träd, för att sträcka sig ovanpå och därmed få bättre tillgång till solljus. 
Bönskidorna (som inte liknar Phaseolus vulgaris) kan bli mycket långa, upp till 2 meter, innehåller 10-15 ärtor. De bryts sönder och släpper ut ärtorna en efter en. Ärtorna, som flyter, följer ofta med vattenströmmar och kan färdas långt. Bönorna är tillräckligt stora för att kunna göras om till små askar.

## Bildgalleri

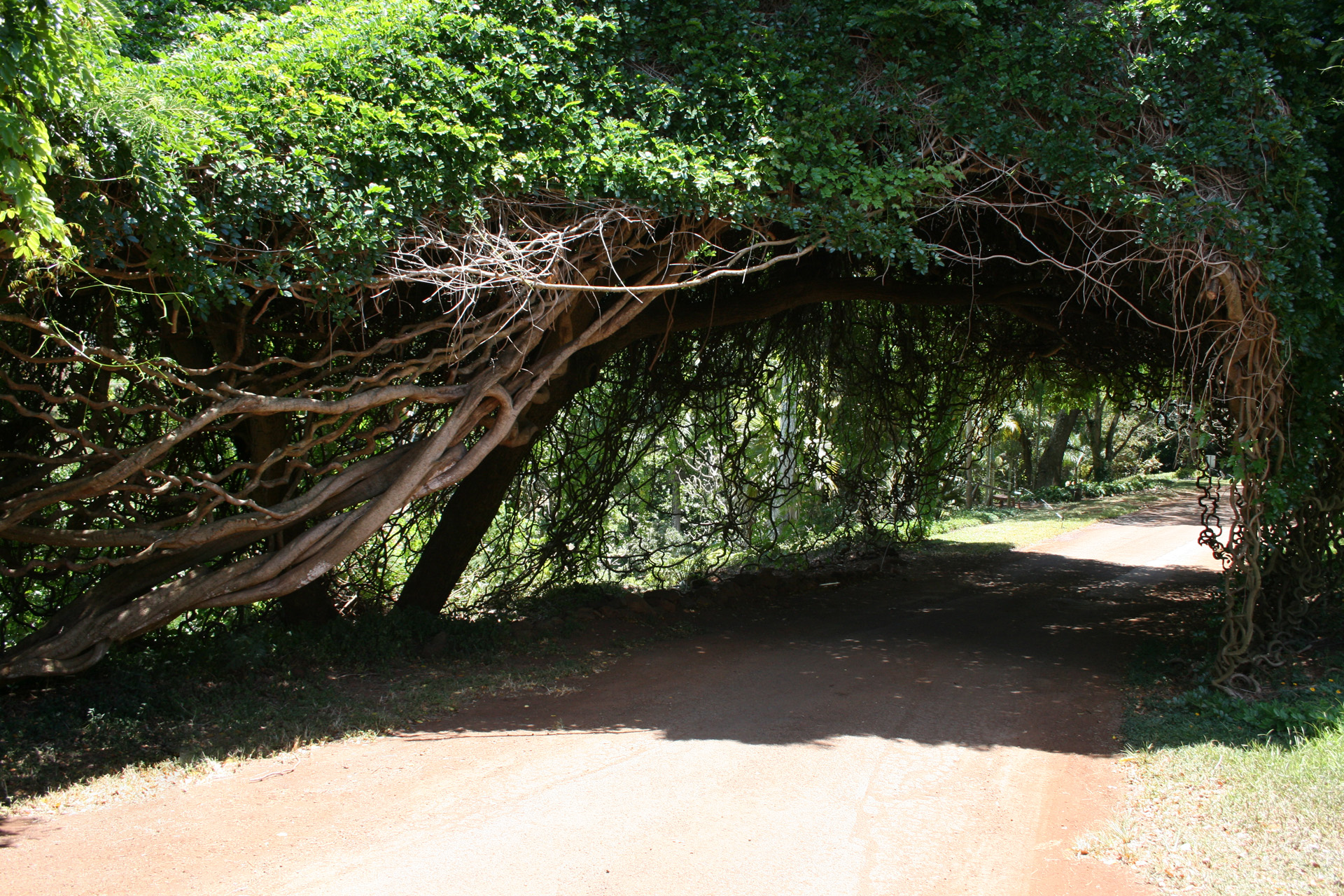
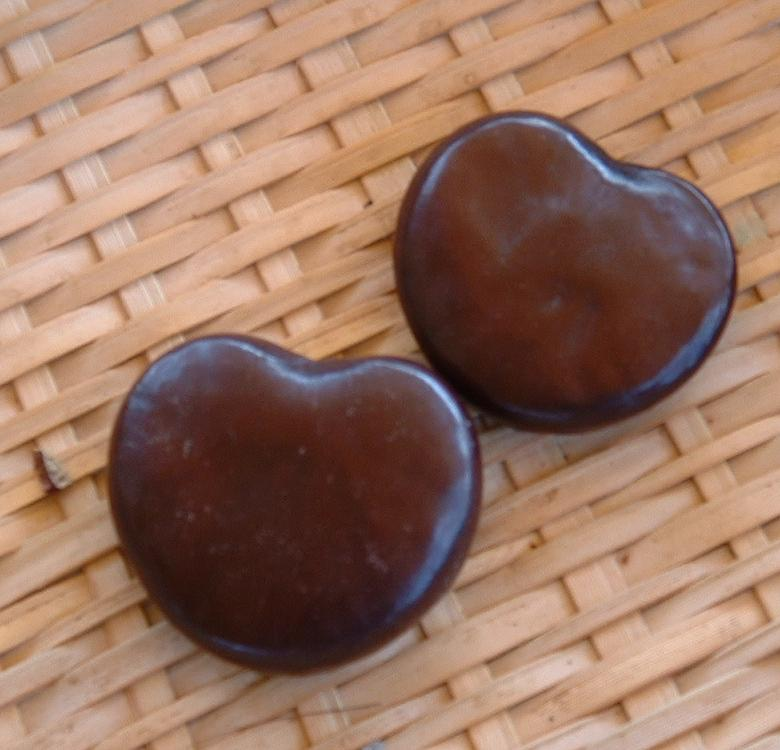
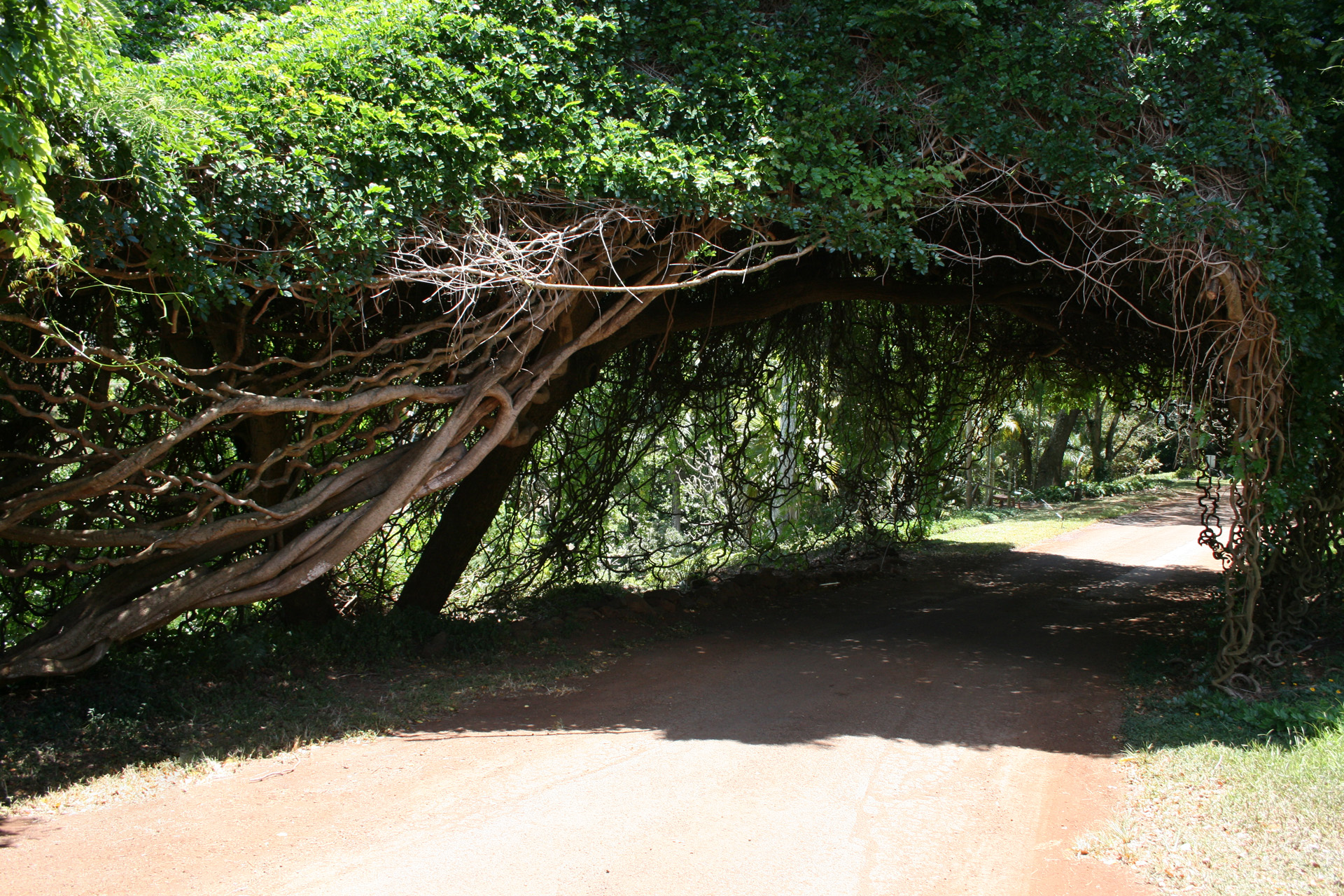
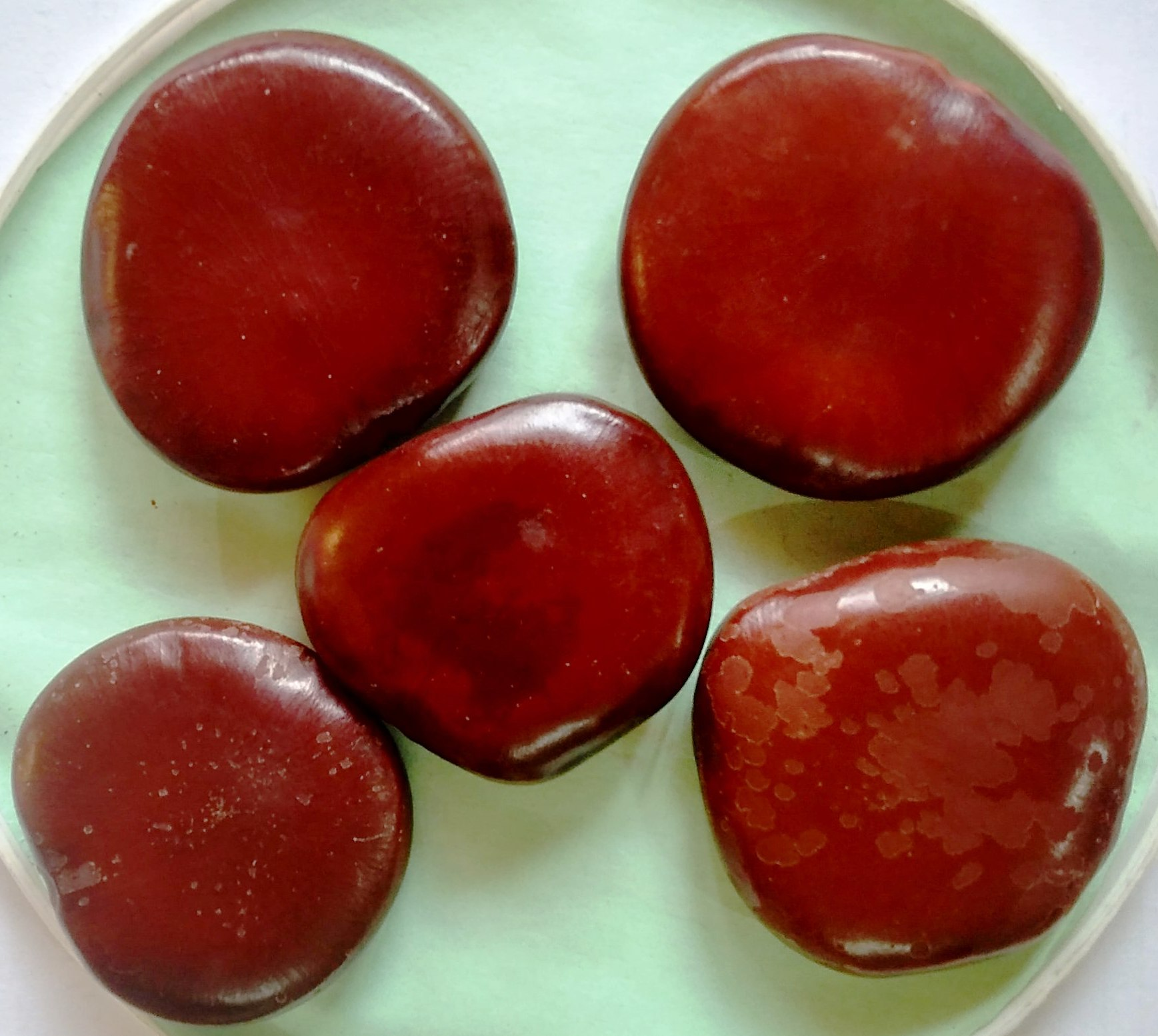
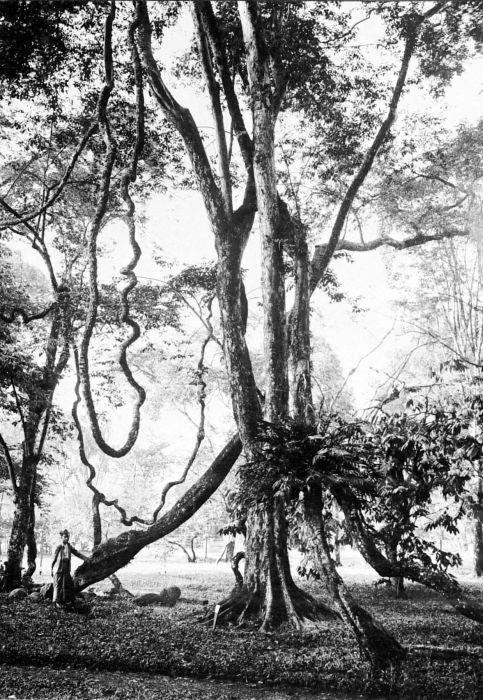
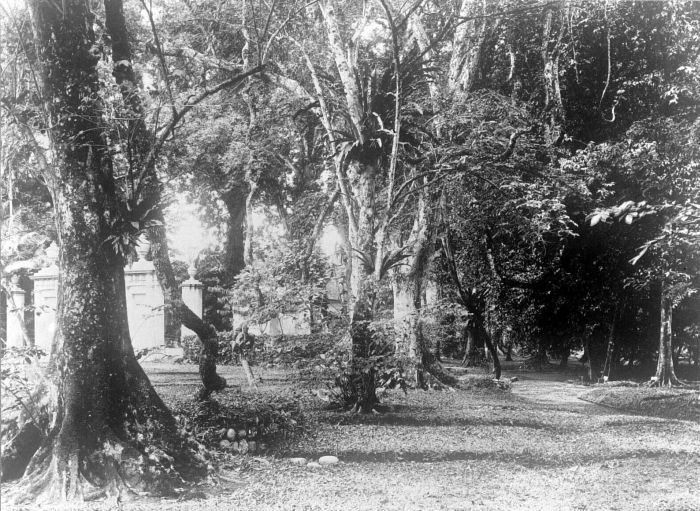